# Tempel van Hong Kong Shao Lin
Hong Kong Shao Lin Temple is Chinese zen-boeddhistische tempel in Hongkong die onderwijst in de Shaolinleer. De tempel werd in het jaar 2000 in Hongkong gesticht. De tempel geeft meditatiecursussen op zondagen en boeddhistische gebedsdiensten op de eerste en de vijftiende dag van de Chinese kalender. Ook worden er gebedsceremonies georganiseerd op boeddhistische feestdagen, Chinees nieuwjaar en Qingming. De verjaardagen en gedenkdagen van Maitreya, Guanyin, Sakyamuni Boeddha en Amitabha Boeddha worden gevierd.
In 2009 organiseerde de tempel een persconferentie waarbij ook de Hongkongse ster Eric Tsang Chi-Wai aanwezig was.